# Агрополихим
„Агрополихим“ е българска химическа компания със седалище в град Девня. Тя е най-големият производител на фосфорни торове на Балканския полуостров и един от най-големите – на азотни торове. В компанията и дъщерните дружества работят над 935 човека, а годишното производство на торове е около 800 000 t, от които повече от половината натриев нитрат.
Към 2020 година 99,8% от капитала на „Агрополихим“ се притежава от „Есид енд Фъртилайзърс“, регистрирано на Британските Вирджински острови. Обемът на продажбите е 382 милиона лева, като 24% от приходите от продажба на продукция са от износ.

## История
Предприятието е основано през 1974 година, като в периода 1977 – 1988 година заводите за азотни и фосфорни торове са организационно обособени в самостоятелни предприятия.
Проведена през лятото на 1988 година проверка на 225 предприятия в цялата страна с рискови и вредни условия на труд поставят на водещо място III технологична линия за производство на фосфорни торове в Девня и е решено тя да бъде спряна незабавно. След срива на социалистическата икономика в края на 80-те години финансовото състояние на предприятието се влошава и то е обявено в ликвидация.
През 1999 година 63% от акциите в него са закупени от регистрирания в Съединените щати консорциум „Есид енд Фъртилайзърс“. През следващите години „Агрополихим“ успява да изплати необслужваните си задължения, като са направени и значителни инвестиции за обновяване на технологията. През 2005 година предприятието продава на агенцията по околна среда на Дания 450 хиляди редуцирани единици по Протокола от Киото, което става първата подобна сделка за азотни оксиди.
Към 2007 година 97% от капитала на „Агрополихим“ се притежава от „Есид енд Фъртилайзърс“ (Acid & Fertilizers group), който от своя страна е собственост, чрез „Дейвънпорт Индъстрис“, на Филип Ромбаут и Васил Александров. 1% от капитала е собственост на компанията „Кумерио Мед“.

## Структура
Групата на „Агрополихим“ включва, както торовия завод, така и следните четири дъщерни фирми:
- „Римакем“ ЕООД е създадена през 2004 г., в отговор на необходимостта от адаптирано сервизно обслужване на завода. С приблизително 200 души инженерно-технически персонал, днес фирмата предоставя висококвалифицирани ремонтни услуги за компаниите от групата, а също и за външни клиенти.
- „Зърнен терминал Варна – запад“ АД извършва търговска и транспортна дейност, логистика, складова дейност – съхранение, обработка, опаковане, товарене, разтоварване на зърно и продукти, свързани с химическата промишленост, суровини и стоки в твърдо състояние и насипен вид и други товари, съхранение и търговия със зърно.
- „Алифос България“ ЕАД се занимава с производство и търговия на минерални фосфатни добавки за животински фуражи. До 2020 година е част от Екофос Груп – Белгия, когато е придобита изцяло от „Агрополихим“.

## Инвестиционна политика
През годините „Агрополихим“ АД провежда инвестиционна програма с реализирани проекти в посока разширяване на продуктовата гама, опазване на околната среда, автоматизацията на производството, повишаване на енергийната ефективност, индустриалната безопасност, оптимизиране на логистичния процес, а така също и подобряване условията на труд
Като алтернатива на доставките на природен газ, през 2016 г. компанията завършва изграждането на първия си резервоар за течен амоняк, използван като суровина за торовото производство. През 2019 г. „Агрополихим“ АД получава Сертификат за инвестиция клас А от Българската агенция за инвестиции с проекта „Разширение на съществуващ резервоарен парк за течен амоняк“. Това цели да подсигури производствения процес с допълнителни количества амоняк на склад след извеждането от експлоатация на инсталацията за производството му през 2019 г и преминаването изляло на доставки с танкери. През 2021 г. „Агрополихим“ АД отново получава Сертификат за инвестиция клас А във връзка с инвестиционния си проект „Модернизация на производството на азотни торове и оползотворяване на отпадъчна енергия от производството“.
„Агрополихим“ работи по различни проекти от 2004 година, в резултат на които емисиите на парникови газове от производството са намалели с над 90% от близо 1 400 000 т CO2 екв. на около 120 000 т CO2 екв. през 2021 година, с което има съществен принос за изпълнението на националните цели на България.